# 鈴木三男
鈴木 三男（すずき みつお、1931年（昭和6年）4月21日 - 2013年（平成25年）2月4日）は、日本の政治家。初代茨城県かすみがうら市長（1期）。

## 来歴
大東文化大学文学部卒業。新治郡千代田村（のち千代田町）役場に入り、助役などを務めた。助役時代の1986年、収入役選任で村議らに現金を配ったとして贈賄容疑で逮捕された。その後、水戸地裁で有罪判決を受けた。
のちに千代田町助役に復帰した（千代田村は1992年に町制施行）。1993年、当時の千代田町長が急死、その後継を決める町長選挙に立候補して4人の争いを制し、当選。千代田町長を合併するまで3期務めた。
2005年、千代田町は近隣の霞ヶ浦町と合併し、かすみがうら市が発足。合併後の市長選挙に立候補し、無投票で当選した。翌2006年、かすみがうら市が発注した公共工事の指名競争入札で業者に便宜を計り、その見返りとして賄賂を受け取った収賄容疑で5月21日に逮捕され、市長を辞職した。2007年1月29日、水戸地裁で懲役2年・執行猶予4年、追徴金100万円（求刑：懲役2年、追徴金100万円）の判決を言い渡された。
2013年（平成25年）2月4日、死去。